# Joseph Kosinski
Joseph Kosinski (Marshalltown, 3 de maio de 1974) é um diretor de comerciais e filmes americano, famoso pelo uso da computação gráfica. Sua estréia como diretor de cinema foi com Tron: Legacy, sequência do filme de 1982 Tron. Seus trabalhos anteriores envolviam principalmente uso de CG em comerciais, como os feitos para os jogos Halo 3 e Gears of War.

## Carreira
- TR2N - curta-metragem (2008 - diretor)
- Tron: Legacy (2010 - diretor)
- Oblivion (2013 - Diretor, produtor e roteirista)
- Only the Brave (2017 - diretor)
- Top Gun: Maverick (2022 - diretor)
- Spiderhead (2022 - diretor)
- Twisters (2024 - história)
- F1 (2025 - diretor e produtor)